# Bulbophyllum cylindricum
Bulbophyllum cylindricum är en orkidéart som beskrevs av George King. Bulbophyllum cylindricum ingår i släktet Bulbophyllum och familjen orkidéer.
Artens utbredningsområde är Sikkim. Inga underarter finns listade i Catalogue of Life.